# فاتوتو
فاتوتو (به لاتین: Fatoto) یک منطقهٔ مسکونی در گامبیا است که در Kantora District واقع شده‌است. فاتوتو ۱٬۶۸۵ نفر جمعیت دارد.